# Cronologia della segregazione razziale negli Stati Uniti d'America
Di seguito vengono riportati in ordine cronologico i principali avvenimenti nella storia della segregazione razziale negli Stati Uniti d'America.

## Cronologia

### 1641-1863
In questo periodo si assiste dapprima alla legalizzazione della schiavitù negli Stati Uniti, e alla sua progressiva eliminazione tranne che negli Stati del Sud, fino alla guerra di secessione.
| Data      | Avvenimento                                                                  | Descrizione |
| --------- | ---------------------------------------------------------------------------- | --- |
| 1641      | Schiavitù legalizzata                                                        | Il Massachusetts è la prima colonia a legalizzare la schiavitù. |
| 1654      | Il primo schiavo                                                             | John Casor è il primo schiavo a vita legalmente riconosciuto sul suolo dei futuri Stati Uniti d'America. |
| 1676      | Ribellione di Bacon                                                          | Dopo la ribellione di Bacon, che vide uniti neri e bianchi poveri, i possidenti della Virginia decidono di sostituire l'indentured servitude con l'importazione di schiavi dall'Africa. |
| 1705      | Codici degli schiavi in Virginia                                             | Il codice degli schiavi emanato in Virginia codifica, per la prima volta nel territorio dei futuri Stati Uniti d'America, la condizione di schiavo come proprietà del padrone. |
| 1712      | Insurrezione degli schiavi di New York                                       | Una delle prime rivolte organizzate di schiavi termina con l'uccisione di 9 coloni e la condanna a morte di 21 rivoltosi. |
| 1739      | Ribellione di Stono                                                          | Alcuni schiavi del Sud Carolina si radunano sulle rive del fiume Stono e decidono una marcia armata per la libertà. Procedono quindi bruciando piantagioni e uccidendo 20 bianchi prima che la rivolta venga soffocata nel sangue. |
| 1741      | Grande Complotto Nero del 1741                                               | Grande Complotto Nero è il nome col quale è conosciuto un presunto piano di rivolta di neri e bianchi poveri di New York per sollevarsi e nominare un proprio sovrano. |
| 1761      | Pubblicazione di una poesia di Jupiter Hammon                                | Lo schiavo Jupiter Hammon è il primo scrittore nero a vedere una propria opera pubblicata nei futuri Stati Uniti d'America. |
| 1775      | Pennsylvania Abolition Society                                               | Il 14 aprile nasce la prima associazione abolizionista statunitense, la Society for the Relief of Free Negroes Unlawfully Held in Bondage, la cui maggioranza dei membri è costituita da quaccheri, un gruppo di ispirazione cristiana. In seguito, l'associazione cambierà nome in Pennsylvania Abolition Society ed avrà come presidente Benjamin Franklin, anch'egli quacchero.                               |
| 1776-1783 | Ribellione contro il Regno Unito delle colonie dell'Atlantico Nord Americano | Durante la guerra d'indipendenza delle colonie della costa atlantica nordamericana migliaia di schiavi d'origine africana fuggono per arruolarsi con i britannici e i lealisti in cambio di una promessa di libertà. |
| 1777      | Costituzione della Repubblica del Vermont                                    | L'8 luglio 1777, con l'adozione della Costituzione, la Repubblica del Vermont, futuro Stato dell'Unione, abolisce lo schiavismo. |
| 1787      | Ordinanza del nordovest                                                      | Viene creato il Territorio del nord-ovest, nel quale è abolita la schiavitù. |
| 1787      | Costituzione degli Stati Uniti                                               | Il 4 marzo entra in vigore la Costituzione degli Stati Uniti. In un articolo si stabilisce che ogni schiavo venga computato tre quinti di una persona libera nel determinare il numero dei rappresentanti alla Camera (sovrarappresentando gli elettori degli Stati schiavisti al Congresso) |
| 1793      | Leggi sugli schiavi fuggitivi                                                | Viene approvato il Fugitive Slave Act del 1793, la prima di una serie di leggi mirate a regolare il ritorno degli schiavi fuggiti da uno Stato all'altro dell'Unione. |
| 1794      | Cotton gin                                                                   | Il 14 marzo l'inventore Eli Whitney brevetta la moderna macchina sgranatrice che rivoluziona il processo produttivo del cotone. Nel sud degli States enormi aree vengono convertite alla sua produzione e aumenta il bisogno di manodopera per piantare il cotone e raccoglierlo. Conseguenza diretta è l'espansione della schiavitù negli Stati del sud, sempre più dipendenti dall'economia delle piantagioni. |
| 1799      | The Gay Negro Boy                                                            | Johann Gottlieb Graupner si esibisce a Boston con il volto annerito ed un banjo interpretando il felice ragazzo negro, prima caricatura degli afroamericani amanti della musica. Lo stereotipo sarà poi ripreso nei minstrel show tra il 1830 il 1840. |
| 1800      | Ribellione di Gabriel                                                        | Una vasta ribellione viene pianificata a Richmond dallo schiavo Gabriel, ma viene sventata grazie a una delazione. |
| 1808      | Abolizione della tratta degli schiavi                                        | Con una legge federale il governo guidato dal presidente Thomas Jefferson vieta la tratta atlantica degli schiavi africani |
| 1811      | Sollevazione della German Coast                                              | Nel Territorio di Orleans ha luogo una delle più vaste ribellioni di schiavi della storia statunitense. Soltanto due bianchi, però, perdono la vita, a fronte di un centinaio di neri uccisi o catturati e giustiziati. |
| 1816      | American Colonization Society                                                | Il 21 dicembre viene fondata a Washington la American Colonization Society con il proposito di permettere agli schiavi liberati e ai loro discendenti di far ritorno in Africa. |
| 1820      | Compromesso del Missouri                                                     | Un accordo tra le fazioni schiaviste e abolizioniste decreta la proibizione della schiavitù nel Territorio del Missouri a nord del 36°30' parallelo e la consente nel futuro Stato del Missouri. |
| 1821      | Fondazione della Liberia                                                     | L'American Colonization Society comincia a comprare parti di territorio a nord della costa della Sierra Leone. In questa colonia, che nel 1924 prenderà ufficialmente il nome di Liberia, verrà favorita l'emigrazione di migliaia di schiavi liberati dagli Stati Uniti. |
| 1822      | Complotto Vesey                                                              | Una ribellione di schiavi capeggiata da Denmark Vesey viene stroncata a Charleston, in Sud Carolina. |
| 1829      | Walker's Appeal                                                              | L'abolizionista David Walker pubblica un pamphlet per sostenere l'emancipazione degli schiavi e il loro diritto a ribellarsi per la libertà. |
| 1831      | The Liberator                                                                | Iniziano le pubblicazioni del giornale abolizionista The Liberator. |
| 1831      | Insurrezione di Southampton                                                  | Ribellione di circa 70 schiavi guidati da Nat Turner nella contea di Southampton. |
| 1833      | American Antislavery Society                                                 | Il 4 dicembre viene fondata la American Antislavery Society che chiedeva l'immediata emancipazione di tutti gli schiavi e contestava l'American Colonization Society e il progetto di trasportare gli schiavi nell'Africa Occidentale. |
| 1839      | Rivolta dell'Amistad                                                         | Dopo un ammutinamento alcuni schiavi si impadroniscono della nave negriera spagnola Amistad, ma vengono abbordati e catturati dalle autorità statunitensi e processati. |
| 1841      | Caso Stati Uniti contro Amistad                                              | La Corte suprema decide di restituire la libertà agli schiavi della nave Amistad. |
| 1841      | Rivolta della Creole                                                         | 19 schiavi, guidati da Madison Washington, dirottano la nave Creole a Nassau, generando una tensione diplomatica tra USA e Gran Bretagna. Alla fine i rivoltosi non verranno riconsegnati agli statunitensi, ma saranno comunque arrestati. |
| 1847      | North Star                                                                   | Iniziano le pubblicazioni del giornale abolizionista North Star dell'ex schiavo Frederick Douglass. |
| 1850      | Caso Roberts contro Boston                                                   | Una sentenza della corte del Massachusetts pone fine alla discriminazione razziale nelle scuole di Boston. |
| 1852      | La capanna dello zio Tom                                                     | Harriet Beecher Stowe pubblica il libro contro lo schiavismo La Capanna dello Zio Tom. |
| 1857      | Caso Dred Scott contro Sandford                                              | La Corte suprema decide l'incostituzionalità del Compromesso del Missouri sulla base dell'inviolabilità della proprietà privata garantita dal V emendamento, e della considerazione degli schiavi alla stregua di proprietà privata. |
| 1859      | Attacco di Harpers Ferry                                                     | Il leader abolizionista John Brown attacca l'arsenale federale di Harper's Ferry, allo scopo di armare gli schiavi e condurli alla rivolta. Il tentativo fallisce e Brown viene impiccato. |
| 1861-1865 | Guerra di secessione                                                         | Gli Stati Confederati d'America, favorevoli alla schiavitù, dichiarano la secessione dall'Unione dopo l'elezione di Abraham Lincoln a presidente. Negli Stati Uniti scoppia la guerra civile. |
| 1862      | Proclamazione d'emancipazione                                                | Dopo la battaglia di Antietam il presidente Lincoln annuncia la liberazione di tutti gli schiavi degli Stati della Confederazione. Il proclama entra in vigore il primo gennaio 1863. |

### 1863-1900
Di seguito sono elencate alcune delle principali tappe del processo di conquista dei diritti civili per gli afroamericani nel periodo compreso tra l'inizio dell'Era della Ricostruzione e la fine del XIX secolo.
| Data      | Avvenimento                                 | Descrizione |
| --------- | ------------------------------------------- | --- |
| 1863-1877 | Era della ricostruzione                     | Dall'entrata in vigore della Proclamazione d'emancipazione inizia un periodo di progressivo riconoscimento dei diritti civili degli afroamericani che termina con il compromesso del 1877. |
| 1863      | United States Colored Troops                | L'esercito nordista arruola soldati afroamericani e li inquadra nelle United States Colored Troops. |
| 1863      | Disordini di New York                       | A New York un'insurrezione civile contro la coscrizione sfocia in rivolta contro i neri e viene repressa nel sangue. |
| 1865      | XIII emendamento                            | Il 18 dicembre il XIII emendamento alla Costituzione degli Stati Uniti abolisce la schiavitù negli Stati Uniti. |
| 1865      | Leggi nere (black codes)                    | Dopo l'abolizione della schiavitù tutti gli Stati del sud approvano leggi che limitano i diritti dei neri. |
| 1865      | Shaw University                             | Viene fondato il primo college per persone di colore nel Sud degli USA. |
| 1866      | Civil Rights Act del 1866                   | Scavalcando il veto del presidente Andrew Johnson, il Congresso approva la legge che riconosce la cittadinanza a tutte le persone nate negli USA. |
| 1866      | Ku Klux Klan                                | Nasce il Ku Klux Klan, associazione paramilitare razzista formata prevalentemente da ex veterani della guerra di secessione. |
| 1866      | Buffalo Soldier                             | Si forma il reggimento dei Buffalo Soldiers, il primo reggimento integrato in tempo di pace nell'Esercito regolare statunitense composto interamente da afroamericani. |
| 1868      | XIV emendamento                             | Il 9 luglio viene ratificato il XIV emendamento alla Costituzione degli Stati Uniti che introduce il giusto processo e la clausola di uguale protezione. |
| 1870      | XV emendamento                              | Il 3 febbraio viene ratificato il XV emendamento alla Costituzione degli Stati Uniti: nessuno Stato può proibire a un cittadino di votare discriminandolo sulla base del colore della pelle o di una precedente condizione di schiavitù. |
| 1870      | Hiram Rhodes Revels                         | Il 25 febbraio Hiram Rhodes Revels è il primo afroamericano a diventare membro del Senato. |
| 1872      | Pinchback diventa governatore               | L'11 dicembre il repubblicano Pinckney Benton Stewart Pinchback è il primo cittadino di discendenza afroamericana a diventare governatore di uno Stato, la Louisiana. Già vicegovernatore, non viene eletto, ma subentra al governatore Henry Clay Warmoth, messo in stato d'accusa (impeachment), rimanendo alla guida dello Stato per 15 giorni. |
| 1874      | Pinchback alla Camera                       | P.B.S. Pinchback è il primo cittadino di discendenza afroamericana ad essere eletto alla Camera dei rappresentanti. |
| 1875      | Civil Rights Act del 1875                   | Viene approvata una legge federale che garantisce a ciascuno, indipendentemente dal colore della pelle o dalla precedente condizione di schiavitù, il diritto al medesimo trattamento nei luoghi pubblici. |
| 1875      | Mississippi Plan                            | Il Partito Democratico organizza un piano di violenze e intimidazioni per scoraggiare il voto dei neri in Sud Carolina e Mississippi che avrebbe favorito i Repubblicani. |
| 1876      | Massacro di Hamburg                         | Una disputa iniziata per il libero passaggio su una strada diventa uno scontro razzista che si conclude con la morte di sette uomini. |
| 1876-1965 | Leggi Jim Crow                              | Le "Leggi Jim Crow" furono leggi statali e locali emanate tra il 1876 e il 1965 che sancirono de facto la segregazione razziale nella società. Prendono il nome dalla figura caricaturale pregiudizialmente associata alle persone di colore. |
| 1877      | Compromesso del 1877                        | Viene siglato un compromesso che porta al riconoscimento del presidente Hayes da parte dei Democratici degli Stati del Sud in cambio del ritiro delle truppe federali. Finisce l'era della Ricostruzione e si riafferma la supremazia del Partito Democratico razzista negli Stati del sud.                                                        |
| 1879      | Exodusters                                  | Migliaia di afroamericani, poi noti come "exodusters" rifiutano di vivere negli stati segregazionisti del sud ed emigrano in Kansas. |
| 1880      | Caso Strauder contro West Virginia          | La Corte suprema degli Stati Uniti sentenzia che gli afroamericani non possono essere esclusi dalle giurie popolari. |
| 1883      | Abolizione del Civil Rights Act del 1875    | Esaminando cinque casi simili la Corte suprema dichiara incostituzionale il Civil Rights Act del 1875. |
| 1892      | Orrori del sud                              | Ida Bell Wells pubblica il pamphlet "Orrori del sud: linciaggio in ogni sua fase" |
| 1895      | Compromesso di Atlanta                      | Il leader nero Booker Taliaferro Washington tiene un celeberrimo discorso antirazzista ad Atlanta. |
| 1896      | Plessy contro Ferguson                      | La Corte suprema degli Stati Uniti emana una sentenza che sancisce la legittimità della segregazione razziale, avvalorando la dottrina del "separati ma uguali" (separati ma uguali). |
| 1896      | National Association of Colored Women       | Nasce l'Associazione Nazionale delle Donne di Colore |
| 1898      | Williams contro Mississippi                 | La Corte suprema decide che non è discriminatorio introdurre leggi statali che prevedano prove di alfabetizzazione e tasse sul voto quali requisiti per partecipare alle elezioni. Di fatto, però, queste discriminano i bianchi più poveri e, soprattutto, i neri.                                                                                |
| 1898      | Approvazione delle prime Clausole del nonno | La Louisiana approva la prima delle clausole del nonno, poi approvate in tutti gli Stati del sud. Queste clausole, classificabili tra le leggi Jim Crow, consentivano il voto anche a chi non avesse i requisiti, purché avesse antenati con diritto di voto prima della Guerra di secessione. Di fatto un privilegio per soli bianchi.            |

### 1901-1945
Di seguito sono elencate alcune delle principali tappe del processo di conquista dei diritti civili per gli afroamericani nel periodo compreso tra l'inizio del XX secolo e la fine della Seconda guerra mondiale.
| Data | Avvenimento                       | Descrizione |
| ---- | --------------------------------- | --- |
| 1901 | Up From Slavery                   | Booker Taliaferro Washington pubblica la sua biografia, Up From Slavery, che diventa un testo di riferimento. Nello stesso anno diventa il primo afroamericano ad essere invitato alla Casa Bianca come ospite del presidente Theodore Roosevelt. |
| 1903 | The Talented Tenth                | William Edward Burghardt Du Bois pubblica l'articolo The Talented Tenth sulla conquista del prestigio sociale da parte degli intellettuali d'origine afroamericana. Nello stesso anno pubblica inoltre il trattato sociologico The Souls of Black Folk. |
| 1904 | Sigma Pi Phi                      | Il 15 maggio a Philadelphia viene fondata la prima confraternita afroamericana. Non ha articolazioni studentesche ma raccoglie le adesioni di professionisti, che non potevano far parte delle confraternite bianche. |
| 1905 | Niagara Movement                  | Nasce il Niagara Movement che si batte per i diritti civili rifiutando gli approcci di altri leader antisegregazionisti giudicati accondiscendenti e conciliatori. L'anno dopo nel gruppo entreranno anche tre bianchi, ossia William E. Walling, Mary White Ovington e Henry Moskowitz.                                                                                          |
| 1906 | Brownsville Affair                | A Brownsville, in Texas, scoppiano tensioni a sfondo razziale nei confronti di una guarnigione di soldati afroamericani, i cui componenti vengono accusati di un omicidio. Pur senza prove 167 soldati vengono accusati di omertà e congedati con disonore dal presidente Roosevelt.                                                                                              |
| 1906 | Alpha Phi Alpha                   | Alla Cornell University viene fondata la prima Confraternita studentesca maschile afroamericana che, secondo l'uso, viene identificata con tre lettere greche: Alpha Phi Alpha. Nel 1908 alla Howard University nascerà la prima confraternita femminile, la Alpha Kappa Alpha.                                                                                                   |
| 1908 | Rivolta razziale di Springfield   | A Springfield il trasferimento di due prigionieri afroamericani dalla prigione all'ufficio dello sceriffo è il pretesto per lo scoppio di una rivolta che porta a omicidi, violenze e distruzioni di proprietà a danno dei cittadini d'origine afro. |
| 1908 | Jack Johnson                      | Il 26 dicembre Jack Johnson diventa campione del mondo dei pesi massimi di boxe. |
| 1909 | NAACP                             | Viene fondata la National Association for the Advancement of Colored People, che prende il posto del Niagara Movement e diventa una delle più autorevoli organizzazioni per i diritti civili statunitensi. |
| 1910 | National Urban League             | Nasce la National Urban League, associazione contro le discriminazioni razziali. |
| 1914 | Presidenza Wilson                 | Il neoeletto presidente Woodrow Wilson sancisce il ritorno della segregazione sul lavoro negli uffici federali dopo quasi 50 anni. |
| 1915 | La nascita di una nazione         | Viene pubblicato il film razzista La nascita di una nazione di D.W. Griffith. La capillare protesta della NAACP convince alcune sale a non proiettarlo. |
| 1915 | Guinn contro Stati Uniti          | La Corte suprema si esprime contro le "clausole del nonno", sentenziando che una norma elaborata in modo tale da avere l'unico scopo di inibire il diritto di voto dei cittadini afroamericani viola il XV emendamento. |
| 1915 | ASALH                             | Nasce la Association for the Study of Negro Life and History, nata per promuovere, ricercare, preservare, interpretare e diffondere informazioni sulla vita, la storia e la cultura delle persone afroamericane. |
| 1916 | The Journal of Negro History      | La ASALH inizia la pubblicazione del The Journal of Negro History |
| 1916 | Grande migrazione afroamericana   | Inizia la grande migrazione, che finirà nel 1970 e porterà quasi sette milioni di cittadini d'origine afroamericana a emigrare dagli Stati del Sud, spostandosi verso Nord, Ovest e Midwest. Alcuni storici distinguono un primo flusso, tra gli anni dieci e il 1940, e un secondo, dal 1940 al 1970.                                                                            |
| 1917 | Rivolta di East St. Louis         | A East St. Louis scoppia una rivolta a sfondo razzista. In un contesto in cui i lavoratori bianchi soffrivano la competizione della manodopera afroamericana poco pagata e numericamente crescente. La rivolta scoppia con il pretesto di un incontro di alcuni afroamericani con delle donne bianche. Le violenze e i linciaggi si concludono con la morte di 150 afroamericani. |
| 1919 | Red Summer                        | Diverse rivolte a sfondo razzista insanguinano gli Stati Uniti provocando tra 200 e 300 morti. Le più gravi si svolgono a Chicago, Washington ed Elaine. La neonata African Blood Brotherhood guida i tentativi di resistenza armata alle violenze bianche. |
| 1920 | Negro National League             | Il 13 febbraio nasce la Negro National League, campionato di baseball separato per atleti neri. Nello stesso anno Fritz Pollard e Bobby Marshall sono i primi due rugbisti afroamericani a giocare nella National Football League. |
| 1921 | Massacro di Tulsa                 | A Greenwood, nei pressi di Tulsa, scoppia una rivolta razziale che si trasforma in un massacro. |
| 1921 | Bessie Coleman                    | Elizabeth “Bessie” Coleman è la prima persona d'origine afroamericana ad ottenere il brevetto di pilota di aeroplano. |
| 1922 | Simpatiche canaglie               | Il piccolo Ernie Morrison interpreta Sunshyne Sammy, uno dei protagonisti della serie Simpatiche canaglie. Sarà il primo attore afroamericano a firmare un contratto a lungo termine e viene talvolta accreditato come la prima star nera nella storia di Hollywood. |
| 1924 | Racial Integrity Act              | Il Racial Integrity Act è una norma introdotta nello Stato della Virginia che impone la registrazione di una descrizione razziale di ogni persona alla sua nascita e vieta i matrimoni misti tra bianchi e non bianchi. Rimarrà in vigore fino al 1967. |
| 1925 | Marcia del Ku Klux Klan           | 35.000 sostenitori del Ku Klux Klan marciano su Washington per mostrare la forza dell'organizzazione |
| 1925 | American Negro Labor Congress     | La American Negro Labor Congress viene fondata dal Partito Comunista degli Stati Uniti d'America per diffondere il comunismo tra gli afroamericani e combattere i linciaggi e il segregazionismo, specialmente tra gli affiliati dell'American Federation of Labor. Nel 1930 cambierà nome in League of Struggle for Negro Rights.                                                |
| 1926 | Harlem Globetrotters              | Viene fondato il team di basket degli Harlem Globetrotters, interamente formato da afroamericani, che diverrà celebre in tutto il mondo. |
| 1930 | Nation of Islam                   | A Detroit viene fondata la Nation of Islam, un gruppo religioso che ha l'obiettivo di migliorare la condizione sociale degli afroamericani. |
| 1931 | Scottsboro Boys                   | Nove ragazzi neri di Scottsboro vengono arrestati, accusati senza fondamento di violenza sessuale su due donne bianche. Il loro caso diverrà uno dei più importanti nella storia della giurisprudenza statunitense. |
| 1932 | Studio sulla sifilide di Tuskegee | A Tuskegee inizia uno studio clinico del Servizio Sanitario Pubblico che finirà solo nel 1972. 399 mezzadri afroamericani malati di sifilide furono studiati per osservare la progressione naturale della malattia non curata. Non furono informati delle diagnosi e fu loro negata la cura a base di penicillina una volta scoperta.                                             |
| 1935 | Murray contro Pearson             | Nel caso Murray contro Pearson la Corte d'appello del Maryland decide che devono essere aperte le ammissioni alla facoltà di legge, prima precluse alle persone di colore. |
| 1936 | Jesse Owens                       | Jesse Owens vince quattro medaglie d'oro ai Giochi della XI Olimpiade. |
| 1939 | Strange Fruit                     | Billie Holiday canta per la prima volta Strange Fruit, canzone di condanna verso il razzismo e i linciaggi. |
| 1940 | Chambers contro Florida           | In applicazione del principio del giusto processo la Corte suprema libera tre afroamericani che erano stati costretti a confessare un omicidio. |
| 1940 | Benjamin Oliver Davis             | Benjamin Oliver Davis diventa il primo generale afroamericano dell'esercito degli USA. |
| 1941 | Tuskegee Airmen                   | Si forma la prima unità di combattimento aereo interamente composta e comandata da afroamericani. |
| 1941 | Executive Order 8802              | Il 25 giugno il presidente Franklin Delano Roosevelt emana un atto che proibisce la discriminazione razziale nell'industria militare. Si tratta della prima legge federale che promuove le pari opportunità lavorative degli afroamericani. |
| 1942 | Congress of Racial Equality       | Sei attivisti nonviolenti fondano il Congress of Racial Equality. |
| 1943 | Stormy Weather                    | In un periodo in cui molto raramente attori afroamericani riuscivano ad avere ruoli importanti nelle produzioni hollywoodiane, viene prodotto Stormy Weather, un film con un cast quasi interamente composto da persone d'origine afroamericana. |

### 1945-1965
Questo è il periodo compreso tra la fine della seconda guerra mondiale e il Voting Rights Act, che stabilisce precise garanzie per l'effettivo esercizio del diritto di voto.
| Data      | Avvenimento                                                     | Descrizione |
| --------- | --------------------------------------------------------------- | --- |
| 1945-1975 | Seconda ricostruzione                                           | Alla fine della seconda guerra mondiale si muove un largo movimento di massa contro la segregazione razziale. Come nell'Era della Ricostruzione gli afroamericani tornano a reclamare diritti politici e civili ottenendo importanti risultati. |
| 1946      | Morgan contro Virginia                                          | Pronunciandosi sul caso sollevato da Irene Morgan, la Corte suprema decide l'incostituzionalità della legge statale che prevede la separazione di bianchi e neri sugli autobus dedicati ai trasporti interstatali. |
| 1946      | American Crusade Against Lynching                               | Paul Robeson fonda la American Crusade Against Lynching, un'organizzazione contro la pratica del linciaggio che raccoglierà l'adesione di importanti intellettuali, come Albert Einstein, venendo poi etichettata dalla FBI come fronte comunista. |
| 1947      | Jackie Robinson                                                 | Jackie Robinson diventa il primo giocatore professionista di baseball nero dopo 60 anni, rompendo così la clausola non scritta di segregazione (baseball color line). |
| 1947      | Journey of Reconciliation                                       | Il Viaggio della riconciliazione fu un tentativo di azione nonviolenta di un gruppo di otto neri e otto bianchi, diretto a contrastare la segregazione sugli autobus interstatali. I protagonisti subirono arresti per aver infranto le leggi statali sulla segregazione razziale. |
| 1948      | Sentenza sull'università dell'Oklahoma                          | La Corte suprema decide che l'Università dell'Oklahoma non può rifiutare ammissioni basandosi sul colore della pelle. Nel 1950 un'altra sentenza che l'istruzione pubblica di alto livello non può riservare trattamenti discriminatori agli studenti. |
| 1948      | Shelley contro Kraemer                                          | La Corte suprema definisce impossibile per il governo imporre restrizioni legali basate su presupposti razziali. |
| 1948      | Hubert Humphrey                                                 | Il 12 luglio Hubert Humphrey, parlando alla convenzione nazionale del Partito Democratico, tiene un discorso in favore dei diritti civili degli afroamericani. |
| 1948      | Ordine esecutivo 9981                                           | Il 26 luglio il presidente Harry Truman emana un ordine che decreta la fine della segregazione nelle forze armate. |
| 1950      | Leadership Conference on Civil and Human Rights                 | Viene fondata la Leadership Conference on Civil Rights per favorire la legislazione sui diritti civili. |
| 1950      | Ralph Bunche                                                    | Ralph Bunche vince il premio Nobel per la pace, diventando il primo nero a essere insignito di un Nobel. |
| 1951      | Harry T. Moore                                                  | Nella notte di Natale Harry T. Moore e la moglie Harriette Moore vengono uccisi da una bomba di un gruppo del KKK, diventando i primi martiri nella battaglia per i diritti civili. |
| 1954      | Brown contro Board of Education                                 | Il 17 maggio la Corte suprema dichiara incostituzionale la segregazione razziale nelle scuole pubbliche sovvertendo la decisione presa nel caso Plessy contro Ferguson nel 1896. |
| 1954      | WCC                                                             | L'11 luglio, nel Mississippi, viene fondato il primo consiglio dei Consigli dei cittadini bianchi, una rete razzista di organizzazioni contro l'integrazione. |
| 1955      | Emmett Till                                                     | Il quattordicenne afroamericano Emmett "Bobo" Till viene brutalmente ucciso in una piccola cittadina del Mississippi per essersi rivolto ad una donna bianca in modo giudicato irriguardoso. |
| 1955      | Sarah Keys contro Carolina Coach Company                        | A conclusione di una causa civile la Commissione del commercio interstatale rinuncia alla dottrina del separati ma uguali e afferma il bando della segregazione sugli autobus interstatali. |
| 1955      | Boicottaggio dei bus a Montgomery                               | A Montgomery, in Alabama, Rosa Parks rifiuta di lasciare il proprio posto a sedere a un bianco sull'autobus cittadino. Inizia il Montgomery Bus Boycott. |
| 1956      | "Totale resistenza"                                             | Il Senatore Harry F. Byrd dichiara la politica della totale resistenza alle politiche desegregazioniste dopo la sentenza Brown contro ufficio scolastico. |
| 1956      | Southern Manifesto                                              | 19 senatori e 81 deputati firmano un documento contro le politiche desegregazioniste nella scuola pubblica. Tra i firmatari le intere delegazioni parlamentari di Alabama, Arkansas, Georgia, Louisiana, Mississippi, Carolina del Sud e Virginia. |
| 1956      | Browder contro Gayle                                            | Il 4 giugno la corte dell'Alabama sancisce l'incostituzionalità della segregazione razziale sugli autobus. È la vittoria di Rosa Parks e del Montgomery Bus Boycott. |
| 1956      | COINTELPRO                                                      | L'FBI inizia un programma segreto per neutralizzare (anche con metodi illegali) la crescita dei movimenti radicali, soprattutto afroamericani e di sinistra. Sarà attivo fino al 1971. |
| 1957      | SCLC                                                            | Ad Atlanta nasce la Southern Christian Leadership Conference che promuove l'integrazione attraverso la nonviolenza. Il suo leader è Martin Luther King. |
| 1957      | Crisi di Little Rock                                            | Il governatore dell'Arkansas mobilita la Guardia Nazionale per impedire a 9 studenti afroamericani di accedere alla Central High School. Il presidente Dwight D. Eisenhower risponde trasformando la Guardia Nazionale in un corpo federale e obbligandola a scortare i nove ragazzi a scuola.                                                                                             |
| 1957      | Civil Rights Act del 1957                                       | Il presidente Dwight D. Eisenhower firma una legge per promuovere l'effettivo diritto di voto per tutti gli afroamericani. |
| 1960      | Sit-in di Greensboro                                            | A Greensboro quattro studenti afroamericani danno il via a un sit-in nonviolento contro la segregazione nelle tavole calde. In breve analoghe proteste si diffondono a macchia d'olio. |
| 1960      | SNCC                                                            | A Raleigh nasce lo Student Nonviolent Coordinating Committee, molto attivo nell'organizzazione di sit-in e manifestazioni. |
| 1960      | Civil Rights Act del 1960                                       | Il presidente Dwight D. Eisenhower firma una legge che istituisce ispezioni federali nei seggi elettorali e pene per chi ostacoli la registrazione nelle liste elettorali o l'esercizio del voto. |
| 1961      | Ordine esecutivo 10925                                          | Il presidente John Fitzgerald Kennedy crea una commissione presidenziale per le pari opportunità, che in futuro diverrà l'Equal Employment Opportunity Commission. |
| 1961      | Freedom riders                                                  | Il primo gruppo di freedom riders, attivisti contro la segregazione sugli autobus, sull'esempio del Journey of Reconciliation parte dalla capitale federale. Lungo il tragitto vengono aggrediti violentemente e arrestati per aver violato alcune Leggi Jim Crow statali. |
| 1961      | Commissione del commercio interstatale                          | Il 23 settembre, su pressione del presidente Kennedy, la Commissione del Commercio Interstatale vara nuove regole per il trasporto pubblico. Dal 1º novembre dello stesso anno su ogni autobus interstatale compare un avviso che chiarisce che nessun posto a sedere è riservato in base al colore della pelle, credo religioso od origine nazionale.                                     |
| 1962      | Ordine esecutivo 11063                                          | Il presidente John Fitzgerald Kennedy emana un atto che vuole contrastare la segregazione abitativa vietando ogni discriminazione nell'acquisto e affitto di immobili. |
| 1963      | George Wallace                                                  | Il 18 gennaio il nuovo governatore dell'Alabama, George Wallace, nel suo discorso di insediamento invoca "segregation now, segregation tomorrow, segregation forever" (segregazione ora, domani e sempre). |
| 1963      | Stand in the Schoolhouse Door                                   | Il 16 giugno il governatore George Wallace rimane fermo sulla porta dell'auditorium dell'Università dell'Alabama per cercare di impedire l'ingresso di due studenti neri. |
| 1963      | Campagna di Birmingham                                          | A Birmingham la SCLC promuove una campagna di mobilitazione nonviolenta contro la discriminazione. Si susseguono sit-in, manifestazioni di bambini e campagne di acquisto selettive. |
| 1963      | Marcia su Washington per il lavoro e la libertà                 | Il 28 agosto si tiene a Washington la Marcia per lavoro e libertà che termina di fronte al Lincoln Memorial dove Martin Luther King pronuncia il celeberrimo discorso I have a dream. |
| 1963      | Attentato del KKK a una chiesa battista                         | Il 15 settembre il Ku Klux Klan fa esplodere una bomba in una chiesa battista di Birmingham durante la messa. L'esplosione uccide quattro bambine, cui Spike Lee dedicherà il documentario 4 Little Girls nel 1997. |
| 1964      | XXIV emendamento                                                | Il XXIV emendamento della Costituzione degli Stati Uniti d'America abolisce le tasse elettorali per le elezioni federali. |
| 1964      | Freedom Summer                                                  | Nello Stato del Mississippi inizia una campagna per la registrazione dei neri nelle liste elettorali guidata da SNCC, NAACP, CORE e SCLC. Il governo locale, le forze dell'ordine, il Consiglio dei cittadini bianchi e il Ku Klux Klan si oppongono in ogni modo ricorrendo a intimidazioni, arresti, pestaggi, torture e omicidi.                                                        |
| 1964      | Assassinio degli attivisti per i diritti civili del Mississippi | Nella contea di Neshoba, in Mississippi, vengono uccisi James Earl Chaney, Andrew Goodman e Michael Schwerner, tre attivisti del movimento per i diritti civili degli afroamericani (African-American Civil Rights Movement); il caso suscita enorme scalpore in tutto il paese e porta a 7 condanne, tra le quali quella del vicesceriffo Cecil Price, per violazione dei diritti civili. |
| 1964      | Organization of Afro-American Unity                             | Il 28 giugno Malcolm X, fuoriuscito dalla Nation of Islam, fonda la Organization of Afro-American Unity. |
| 1964      | Civil Rights Act del 1964                                       | Viene approvato una legge federale che proibisce la discriminazione in tutti i luoghi pubblici e crea la Commissione sulle Pari opportunità, operativa dal 2 giugno 1965. |
| 1964      | Mississippi Freedom Democratic Party                            | Il Mississippi Freedom Democratic Party, nato per riunire gli elettori democratici antisegregazionisti, designa propri delegati alla Convention democratica e sfida il tradizionale Partito formato da soli bianchi. La Convention però rifiuta di accogliere tutti i delegati del MFDP, che si ritira.                                                                                    |
| 1964      | Nobel a Martin Luther King                                      | Martin Luther King riceve il Premio Nobel per la pace. |
| 1965      | Omicidio di Malcolm X                                           | Il 21 febbraio Malcolm X viene ucciso a New York. |
| 1965      | Bloody Sunday                                                   | Il 7 marzo una marcia di attivisti per i diritti civili, partita da Selma e diretta a Montgomery, viene bloccata da un largo spiegamento di forze dell'ordine che attacca i manifestanti provocando diversi feriti e un morto. |
| 1965      | Fatti di Watts                                                  | L'11 agosto a Los Angeles, nel quartiere di Watts, scoppia una sommossa a sfondo razziale che dura per sei giorni e produce 34 morti e 1032 feriti. |
| 1965      | Voting Rights Act                                               | La legge sul diritto di voto viene siglata dal presidente Johnson. Questa legge proibisce agli stati pratiche e procedure che inquinino il diritto di voto e specificamente bandisce i test di alfabetizzazione come requisito per le liste elettorali, uno dei metodi principali introdotti negli Stati del sud per impedire il voto agli afroamericani.                                  |

### 1965-oggi
Gli eventi successi dopo la promulgazione del Voting Rights Act.
| Data | Avvenimento                          | Descrizione |
| ---- | ------------------------------------ | --- |
| 1966 | Pantere Nere                         | Il 15 ottobre Huey Newton e Bobby Seale fondano il movimento delle Black Panthers a Oakland. Lo scopo è promuovere il Black Power e la difesa delle comunità nere attraverso atti di agitazione sociale. |
| 1966 | Edward Brooke                        | Edward Brooke viene eletto in Senato per lo Stato del Massachusetts. È il primo senatore nero dal 1881. |
| 1967 | Loving contro Virginia               | Il 12 giugno la Corte suprema dichiara incostituzionale la legge di disciplina dei matrimoni della Virginia introdotto con il Racial Integrity Act nel 1924. La sentenza pone fine a qualsiasi restrizione legale razzista ai matrimoni negli Stati Uniti.                                                                                           |
| 1967 | Thurgood Marshall                    | Il 13 giugno Thurgood Marshall è il primo afroamericano a entrare a far parte della Corte suprema degli Stati Uniti. |
| 1967 | Rivolte di Newark e Detroit          | Tra il 12 e il 17 luglio nella città di Newark alla notizia dell'uccisione di quattro afroamericani scoppiano rivolte che provocano 23 morti e oltre 700 feriti. Pochi giorni dopo scoppia una rivolta a Detroit dopo l'arresto di 80 persone in una retata in un bar della città.                                                                   |
| 1967 | Indovina chi viene a cena?           | Esce il film Guess Who's Coming to Dinner che affronta l'argomento del matrimonio misto che, malgrado la sentenza Loving contro Virginia, rimaneva ancora tabù per molti statunitensi. |
| 1968 | Massacro di Orangeburg               | L'8 febbraio a Orangeburg la polizia apre il fuoco contro quasi 200 manifestanti antisegregazionisti. Si riscontrano 3 morti e 27 feriti, per lo più colpiti alla schiena. |
| 1968 | Assassinio di Martin Luther King     | Il 4 aprile, a Memphis, Martin Luther King viene ucciso dai colpi di arma da fuoco di James Earl Ray. |
| 1968 | Civil Rights Act del 1968            | L'11 aprile il presidente Lyndon B. Johnson firma la legge nota anche come Fair Housing Act contro ogni discriminazione nell'ambito di vendita e locazione di edifici. |
| 1968 | Julia                                | Inizia la serie televisiva Julia, la prima sitcom della televisione statunitense ad avere per protagonista un'afroamericana, interpretata dall'attrice Diahann Carroll. |
| 1968 | Pugni guantati alle Olimpiadi        | Ai Giochi della XIX Olimpiade il primatista Tommie Smith e John Carlos, arrivati primo e terzo nei 200 metri piani, salgono sul podio ed esibiscono il pugno alzato con guanti neri, simbolo del Potere nero. |
| 1968 | Umiliati per forza maggiore          | Il 22 novembre, grazie all'episodio di Star Trek Umiliati per forza maggiore, la televisione statunitense mostra il primo bacio "interrazziale" tra Nichelle Nichols e William Shatner. |
| 1969 | Ragazzo la tua pelle scotta          | Gordon Parks è il primo regista nero a dirigere un film per una major: The Learning Tree per la Warner Bros. |
| 1972 | Shirley Chisholm                     | La deputata democratica Shirley Chisholm è la prima persona di colore a correre alle elezioni primarie negli Stati Uniti d'America. |
| 1972 | Luke Cage                            | Il personaggio dei fumetti Luke Cage esordisce nel primo numero di Hero for Hire. Sarà il primo personaggio afroamericano della Marvel ad ottenere una sua serie personale. |
| 1975 | Richard Ward                         | Nella serie televisiva Starsky & Hutch, Richard Ward interpreta per la prima volta il ruolo di un afroamericano che ha un ruolo di comando sui bianchi. |
| 1977 | Andrew Young                         | Il presidente Jimmy Carter nomina Andrew Young ambasciatore degli Stati Uniti presso le Nazioni Unite. È il primo afroamericano a ricoprire tale incarico. |
| 1978 | Università della California v. Bakke | La Corte suprema bandisce il sistema delle quote razziali nell'ammissione ai college statunitensi, ma conferma la validità dei programmi per favorire la parità d'accesso per le minoranze. |
| 1978 | Il mio amico Arnold                  | Esce la prima puntata di una sitcom che ha per protagonista Arnold, bambino afroamericano adottato insieme al fratello Willis da un ricco uomo d'affari bianco. |
| 1979 | Michael Jackson (Off the Wall)       | Con l'album Off the Wall, il cantante Michael Jackson diventa il primo artista nero ad essere riuscito a entrare in una classifica per bianchi, rompendo le barriere razziali e dando vita a classifiche unificate. |
| 1983 | Michael Jackson (Billie Jean)        | Il 10 marzo 1983, con la messa in onda del video di Billie Jean, Michael Jackson diventa il primo artista di colore ad essere trasmesso su MTV. |
| 1983 | Guion Bluford                        | Il 30 agosto il colonnello Guion Bluford, a bordo dello Space Shuttle Challenger, diventa il primo afroamericano statunitense ad andare nello spazio. |
| 1983 | Alice Walker                         | Con il romanzo Il colore viola, Alice Walker è la prima afroamericana a vincere il Premio Pulitzer. |
| 1984 | I Robinson                           | La NBC inizia la programmazione dei I Robinson, prima sitcom di largo successo su una famiglia afroamericana. |
| 1984 | Jesse Jackson                        | Il leader antisegregazionista Jesse Jackson si candida per la prima volta alle primarie del Partito Democratico. |
| 1986 | Martin Luther King Day               | Il 15 gennaio viene festeggiato per la prima volta il Martin Luther King Day, introdotto come festa nazionale da una legge del 1983. Alcuni Stati fanno però resistenza rispetto alle celebrazioni, cambiando nome all'evento o accompagnandola ad altre festività. Sarà osservato ufficialmente da tutti gli Stati soltanto nel 2000.               |
| 1988 | Civil Rights Restoration Act         | Con il Civil Rights Restoration Act viene stabilito che i soggetti che beneficiano di fondi federali devono applicare le leggi sui diritti civili in ogni campo e non solo nel particolare programma o nella specifica attività per cui percepiscono i fondi stessi.                                                                                 |
| 1989 | Douglas Wilder                       | Il democratico Douglas Wilder diventa governatore della Virginia. È il primo afroamericano ad essere eletto governatore di uno Stato (e il secondo ad esercitare tale carica dopo P. B. S. Pinchback, diventato governatore pro tempore della Louisiana nel 1872).                                                                                   |
| 1989 | Colin Powell                         | Il 1º ottobre Colin Powell è il primo afroamericano nominato alla guida degli stati maggiori militari (Chairman Chiefs of Staff). |
| 1990 | David Dinkins                        | Dopo essere stato per cinque anni Presidente di Quartiere di Manhattan, Dinkins diventa il primo afroamericano a ricoprire la carica di sindaco a New York, la più popolosa città degli Stati Uniti. |
| 1991 | Rodney King                          | Un videoamatore riprende il violento pestaggio subito da Rodney King, un tassista afroamericano fermato per eccesso di velocità, ad opera di quattro agenti della polizia di Los Angeles. Il filmato, trasmesso dai maggiori network statunitensi e mondiali, causa gravi disordini e fa tornare d'attualità il tema del razzismo negli Stati Uniti. |
| 1992 | Rivolta di Los Angeles               | Il 29 aprile, in seguito al pestaggio di Rodney King, scoppia la rivolta di Los Angeles. L'iniziale inazione della polizia fa degenerare la protesta e per diversi giorni, fino al 4 maggio, la metropoli è oggetto di saccheggi, omicidi a sfondo razziale, missioni punitive e atti vandalici.                                                     |
| 1992 | Enlightened Racism                   | Nel libro Enlightened Racism gli autori Sut Jhally e Justin Lewis sostengono la tesi che la sitcom I Robinson ha rinforzato il mito che i neri che non raggiungono un'affermazione sociale devono incolpare sé stessi, minimizzando l'influenza del razzismo.                                                                                        |
| 1995 | Million Man March                    | Il 16 ottobre a Washington si tiene un'enorme manifestazione indetta dal reverendo Louis Farrakhan, leader della Nation of Islam. |
| 1998 | Omicidio di James Bird               | Il 7 giugno a Jasper, in Texas, tre uomini uccidono l'afroamericano James Byrd legandolo al proprio pick-up e trascinandolo per tre miglia. Il brutale assassinio non ha altra motivazione che l'odio razzista. |
| 2001 | Colin Powell segretario di Stato     | Colin Powell è il primo afroamericano a diventare segretario di Stato. |
| 2008 | Barack Obama                         | Il senatore afroamericano Barack Obama, uscito vincente dalle primarie del Partito Democratico, diventa il primo afroamericano candidato alla presidenza degli Stati Uniti da uno dei due maggiori partiti. |
| 2009 | Barack Obama presidente              | Il 4 novembre 2008 Barack Obama vince le elezioni. Il 20 gennaio 2009 si insedia alla Casa Bianca, diventando il quarantaquattresimo presidente degli Stati Uniti. |
| 2012 | Rielezione di Barack Obama           | Il 6 novembre 2012 Barack Obama vince le elezioni e viene riconfermato Presidente degli Stati Uniti. |
| 2013 | Black Lives Matter                   | Nel luglio 2013 viene Alicia Garza, Patrisse Cullors e Opal Tometi fondano il movimento Black Lives Matter in risposta a diversi episodi di brutalità delle forze di polizia contro persone di pelle nera. |
| 2014 | Omicidio di Michael Brown            | Michael Brown, un diciottenne afroamericano sospettato di furto, viene ucciso da un agente di polizia causando numerose rivolte nella città di Ferguson. |
| 2016 | Apertura del NMAAHC                  | Il 24 settembre viene aperto il Museo nazionale di storia e cultura afroamericana. |
| 2020 | Kamala Harris                        | Il 3 novembre 2020 Joe Biden vince le elezioni e nomina Kamala Harris vicepresidente degli Stati Uniti d'America, prima donna e prima persona non bianca a ricoprire tale ruolo. |
| 2020 | Morte di Breonna Taylor              | A Louisville, nella notte tra il 12 e il 13 marzo 2020, Breonna Taylor viene uccisa in una sparatoria da parte di tre agenti della polizia locale durante la perquisizione del suo appartamento. |
| 2020 | Morte di George Floyd                | Il 25 maggio l'afroamericano George Floyd viene ucciso da un agente di polizia. Dopo questo assassinio, avvenuto per strada e per strozzamento (visto che l'agente di polizia aveva il ginocchio sopra il collo dell'uomo) durato 8 minuti e 46 secondi, si scatenano molte proteste su tutto il territorio degli Stati Uniti d'America.             |

## Galleria d'immagini

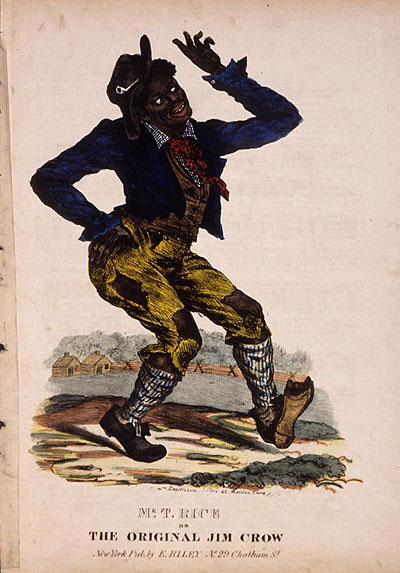
Disegno dei primi anni trenta che dipinge Jim Crow, immagine stereotipata degli afroamericani
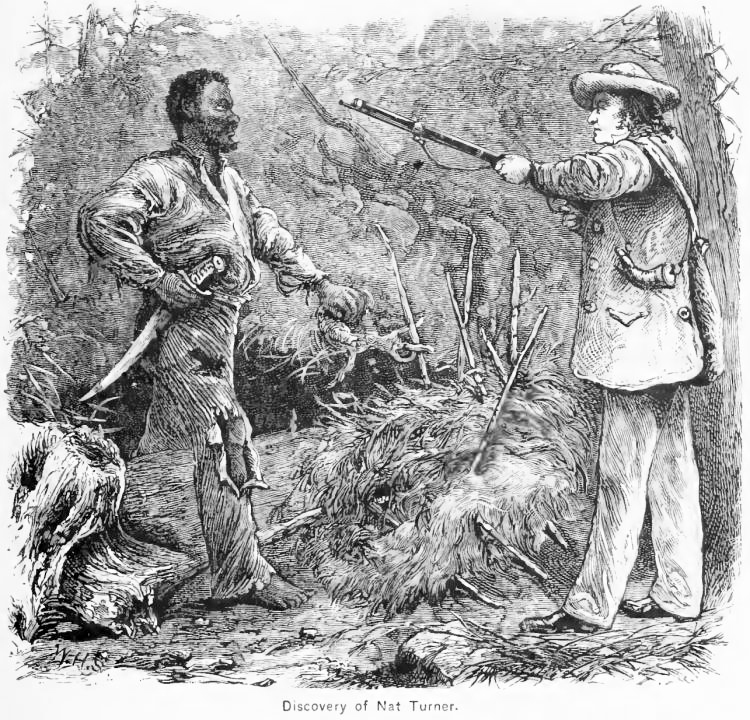
La cattura di Nat Turner, stampa a colori del 1831
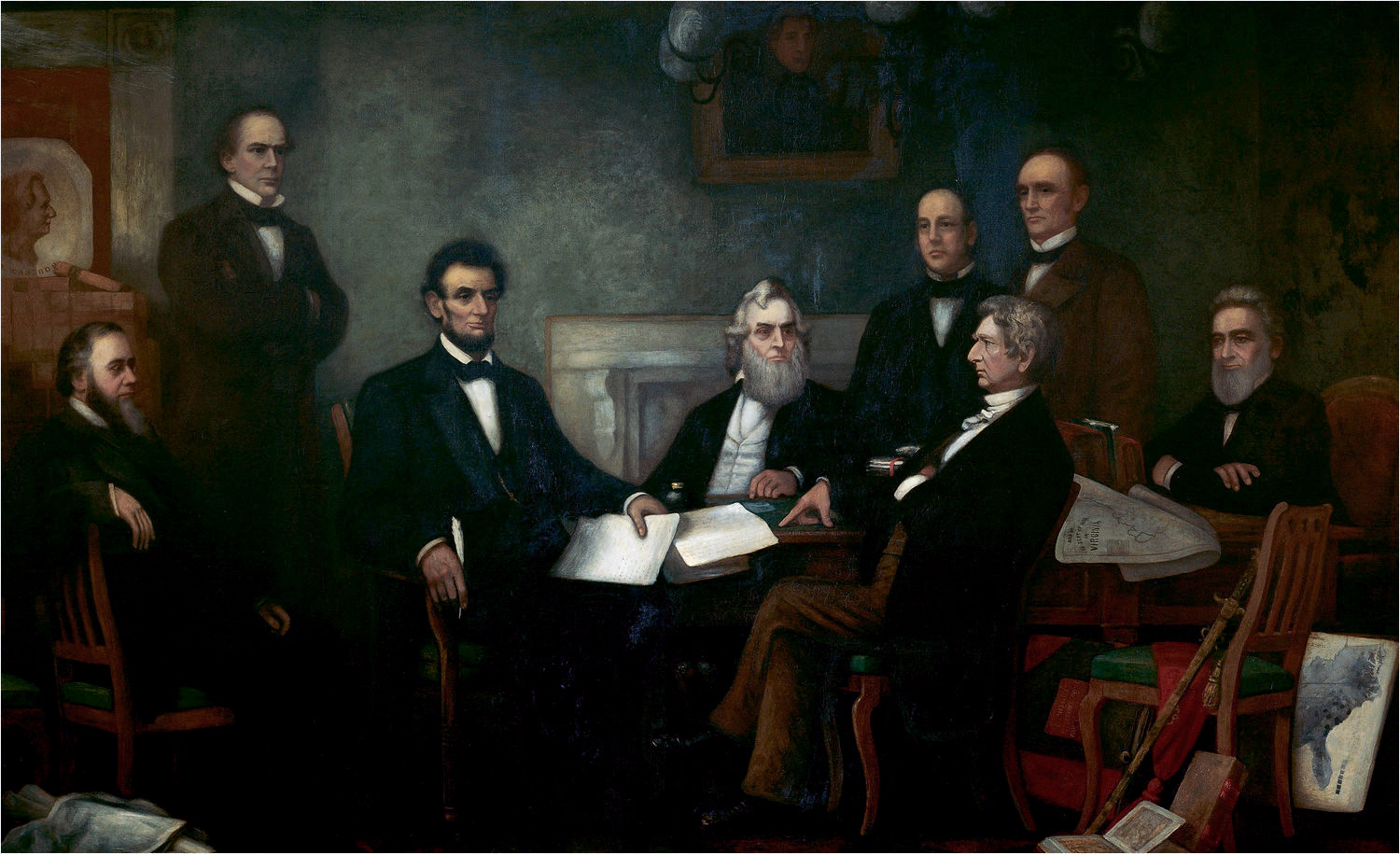
Abraham Lincoln firma la Emancipation proclamation nel 1862
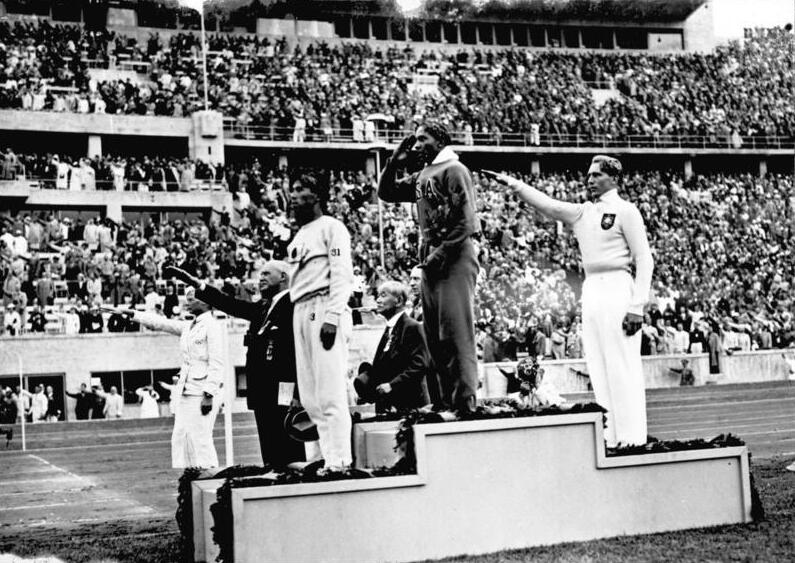
Jesse Owens sul podio nel 1936
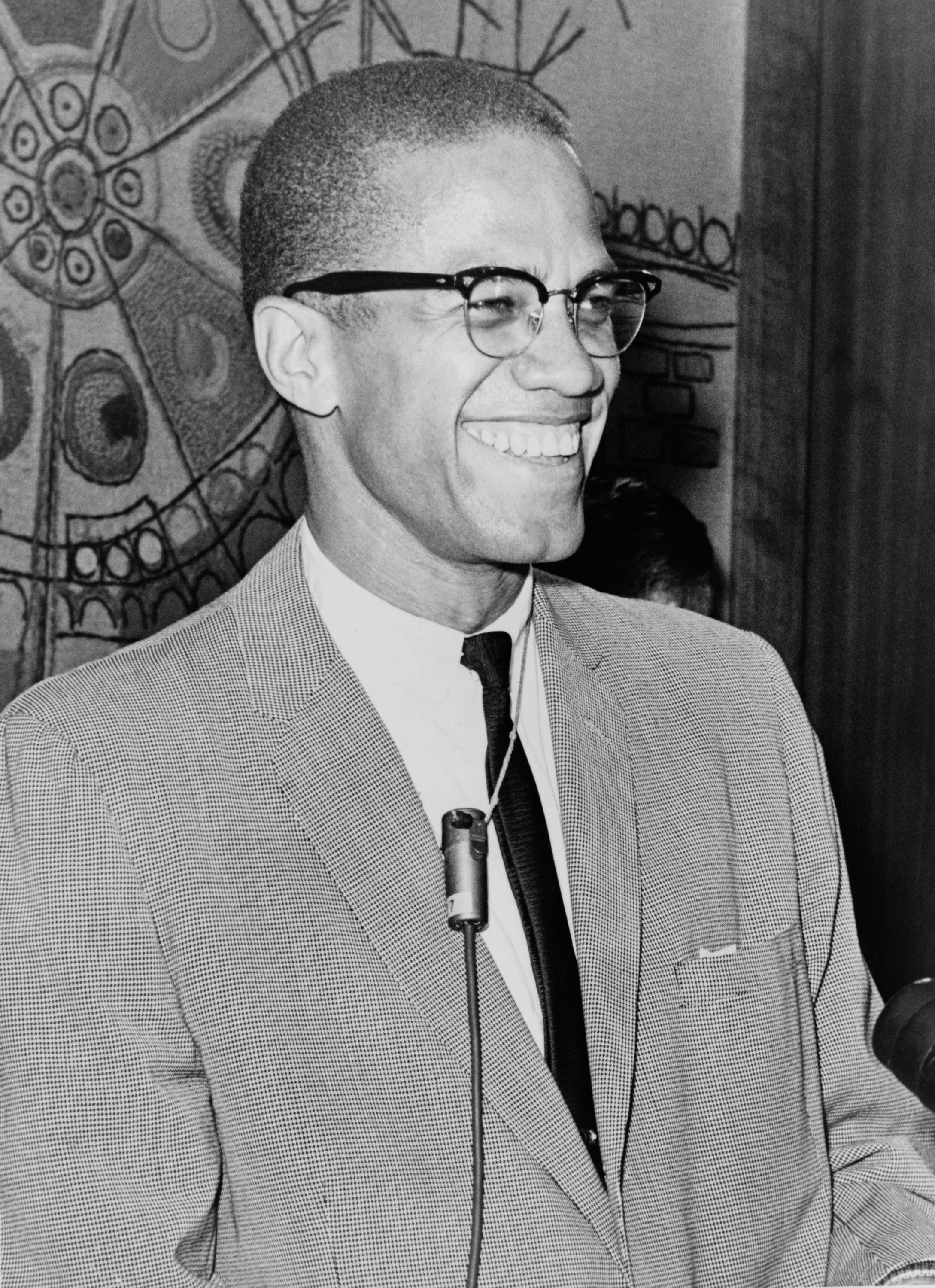
Malcolm X nel 1964
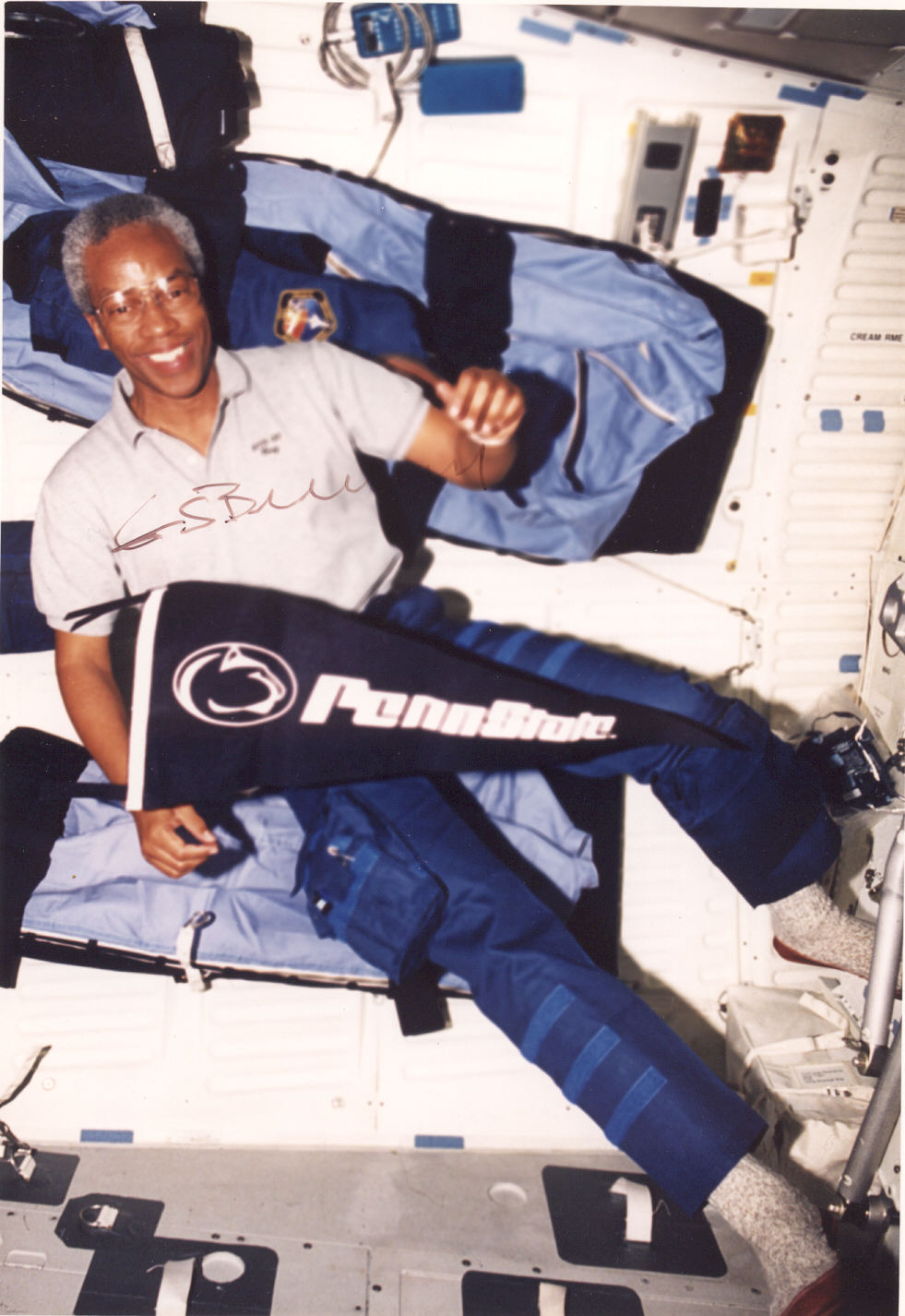
Guion Bluford sullo Space Shuttle nel 1983.
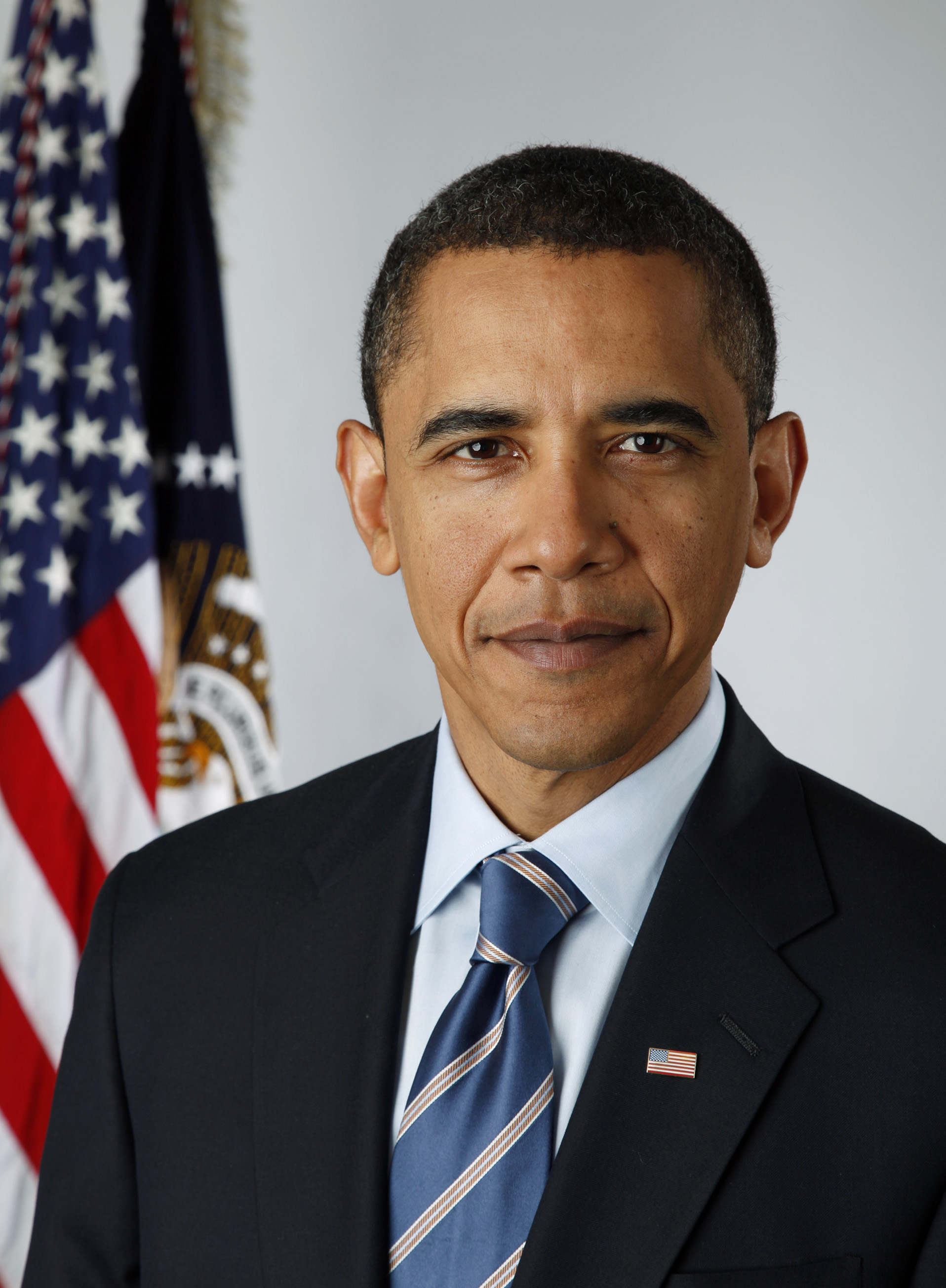
Ritratto presidenziale di Barack Obama nel 2009